# Divizia Națională (2008/2009)
Sezon 2008/2009 był 18. edycją rozgrywek o mistrzostwo Mołdawii. Tytuł mistrza kraju obronił zespół Sheriff Tyraspol. Tytuł króla strzelców przypadł Olegowi Andronicowi, który w barwach Zimbru Kiszyniów strzelił 16 goli.

## Zespoły
| Uczestnicy poprzedniej edycji                                                                                 | Uczestnicy poprzedniej edycji | Uczestnicy poprzedniej edycji | Uczestnicy poprzedniej edycji |
| --- | ----------------------------- | ----------------------------- | ----------------------------- |
| SHE | Sheriff Tyraspol              | 1                             |                               |
| DAK | Dacia Kiszyniów               | 2                             |                               |
| NOT | Nistru Otaci                  | 3                             |                               |
| TIR | FC Tiraspol                   | 4                             |                               |
| ZKI | Zimbru Kiszyniów              | 5                             |                               |
| ISR | Iscra-Stali Rybnica           | 6                             |                               |
| TIL | Tiligul Tyraspol              | 7                             |                               |
| OLB | Olimpia Bielce                | 8                             |                               |
| DNB | Dinamo Bendery                | 9                             |                               |
| CSC | CSCA-Rapid Kiszyniów          | 10                            |                               |
| POL | Politehnica Kiszyniów         | 11                            |                               |
| Spadek z Divizia Națională                                                                                    |                               |                               |                               |
| RPG | Rapid Ghidighici              | 12                            |                               |
| Awans z Divizia A                                                                                             |                               |                               |                               |
| ACK | Academia Kiszyniów            |                               |                               |
| Oznaczenia: - kolumna pierwsza – skróty nazw drużyn, - kolumna trzecia – miejsce zajęte w poprzednim sezonie. |                               |                               |                               |

## Tabela końcowa
| Lp. | Drużyna                    | M  | Z  | R  | P  | Bramki | Bramki | Różn. | Pkt | Uwagi                                        |
| --- | -------------------------- | -- | -- | -- | -- | ------ | ------ | ----- | --- | -------------------------------------------- |
| 1   | Sheriff Tyraspol (M)       | 30 | 25 | 3  | 2  | 61     | 15     | +46   | 78  | Liga Mistrzów UEFA • II runda kwalifikacyjna |
| 2   | Dacia Kiszyniów            | 30 | 20 | 3  | 7  | 47     | 17     | +30   | 63  | Liga Europy UEFA • II runda kwalifikacyjna1  |
| 3   | Iscra-Stali Rybnica        | 30 | 14 | 10 | 6  | 28     | 15     | +13   | 52  | Liga Europy UEFA • II runda kwalifikacyjna   |
| 4   | Zimbru Kiszyniów           | 30 | 13 | 7  | 10 | 42     | 30     | +12   | 46  | Liga Europy UEFA • I runda kwalifikacyjna    |
| 5   | Dinamo Bendery             | 30 | 11 | 9  | 10 | 42     | 45     | −3    | 42  |                                              |
| 6   | Olimpia Bielce             | 30 | 11 | 7  | 12 | 30     | 32     | −2    | 40  |                                              |
| 7   | FC Tiraspol                | 30 | 9  | 5  | 16 | 30     | 36     | −6    | 32  |                                              |
| 8   | Nistru Otaci               | 30 | 8  | 6  | 16 | 30     | 43     | −13   | 30  |                                              |
| 9   | CSCA-Rapid Kiszyniów       | 30 | 7  | 8  | 15 | 28     | 47     | −19   | 29  |                                              |
| 10  | Tiligul-Tiras Tyraspol     | 30 | 7  | 4  | 19 | 24     | 60     | −36   | 25  | Drużyna rozwiązana2                          |
| 11  | Academia Kiszyniów         | 30 | 6  | 6  | 18 | 27     | 49     | −22   | 24  |                                              |
| —   | Politehnica Kiszyniów3 (S) | 0  | 0  | 0  | 0  | 0      | 0      | 0     | 0   | Spadek do Divizii "A"                        |